# Tanorus otiosus
Tanorus otiosus là một loài Trichoptera trong họ Hydrobiosidae. Chúng phân bố ở miền Australasia.